# Demetrio Cuello
Demetrio Isidro Cuello (Cevil Redondo, Tucumán) fue un futbolista argentino que jugaba como delantero.
Es abuelo del también futbolista Tomás Cuello.

## Trayectoria

### Inicios en el fútbol
Sus inicios en el fútbol estuvieron ligados al Club Villa Carmela y al Club Atlético San José, ambos del Departamento Yerba Buena.

### Atlético Tucumán
Luego de destacarse por su capacidad goleadora, en 1967 es transferido a Atlético Tucumán. Con el club de San Miguel de Tucumán, logró la clasificación a la primera Copa Argentina, en el año 1969. Al año siguiente se coronó campeón de la Liga Tucumana, como segundo goleador del equipo, por detrás de Raúl Campi. Sin embargo el título les sería arrebatado a través del escritorio, por la supuesta mala inclusión del futbolista Julio Cansillieri.

## Clubes
| Club             | País      |
| ---------------- | --------- |
| Atlético Tucumán | Argentina |